# Giros orbitarios
Reciben el nombre de giros orbitarios las diversas circunvoluciones irregulares situadas por fuera del surco olfatorio en la superficie orbitaria del lóbulo frontal del cerebro.